# Eine kleine Gigue

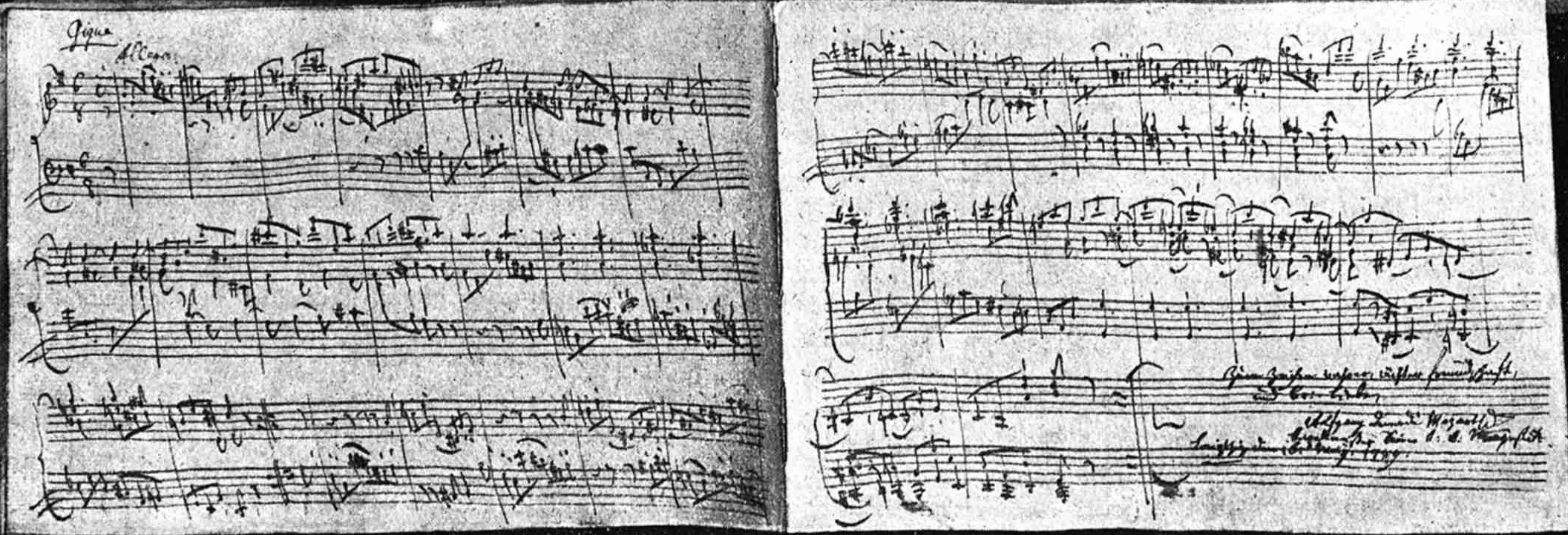
Urschrift der Gigue im Stammbuch Carl Immanuel Engels

Eine kleine Gigue (KV 574) ist ein Klavierstück von Wolfgang Amadeus Mozart. Er komponierte den Satz in der Form einer hochbarocken kontrapunktischen Gigue 1789 in Leipzig.

## Entstehung
Mozart hielt sich 1789 im Rahmen einer größeren Reise zweimal in Leipzig auf, vom 20. bis 23. April und vom 8. bis 17. Mai. Der erste Aufenthalt brachte ihn, vor allem durch Vermittlung Johann Friedrich Doles’, mit dem Werk Johann Sebastian Bachs in Berührung, was tiefe Spuren in seinem weiteren Schaffen hinterließ. 
Am letzten Tag seines zweiten Aufenthalts schrieb er dem Organisten an der Pleißenburg-Kapelle, Carl Immanuel Engel, die ad hoc komponierte Gigue ins Stammbuch. Sie füllt dort zwei Seiten. Am Ende setzte Mozart die Widmung hinzu:
„Zum Zeichen wahrer, ächter Freundschaft
und br. Liebe,
Wolfgang Amadé Mozart,
Capellmeister Seiner k. k. Majestät
Leipzig den 16. May 1789.“
Komposition und Widmung lassen darauf schließen, dass Mozart in Leipzig bei seinem Freimaurer-Bruder Engel wohnte und dass die Hochschätzung von Bachs Kunst beide verband.

## Eigenart
Mit der fugierten Gigue im raschen Sechs-Achtel-Takt, deren zwei Teile jeweils wiederholt werden, griff Mozart eine Form auf, die zu seiner Zeit längst überholt war. Offensichtlich inspirierten ihn Bachsche Gigues wie der Schlusssatz der Französischen Suite Nr. 5. Deutlich ist aber auch die harmonisch-melodische Verwandtschaft mit der h-moll-Fuge aus dem ersten Teil des Wohltemperierten Klaviers.
Mozart spielt mit der Form, indem er sie chromatisch auf die Spitze treibt und durch rhythmische Überlagerungen verfremdet. Das Stück steht im Gesamtschaffen Mozarts einzigartig da.
Pjotr Iljitsch Tschaikowski legte die Gigue KV 574 dem ersten Satz seiner Mozartiana-Suite zu Grunde.